# Silvério do Canto
Silvério do Canto (1955 - 2025). Jornalista desde 1976. Fundou a agência de notícias de turismo PressTUR em 2004, foi jornalista e correspondente parlamentar no “Portugal Hoje”, foi Chefe de Redação da ANOP (hoje agência Lusa), jornalista e chefe do serviço especial de eleições na Lusa, tendo sido um dos fundadores, chefe de redação e director-adjunto do Semanário Económico, fundador e director-adjunto do Diário Económico, fundador e director-adjunto da revista Expansão e, quando trabalhou na Media Consulting, assegurou a comunicação da TAP.